# Pat Parker
Patricia Cooks conocida como Pat Parker  (Houston, 20 de enero de 1944 – Oakland, 17 de junio de 1989) fue una poeta y activista afroamericana, lesbiana y feminista.

## Biografía
Era la cuarta hija de Marie Louise Anderson, trabajadora doméstica, y Ernest Nathaniel Cooks recauchutador de neumáticos. Parker creció en un ambiente de clase obrera pobre en Third Ward, Houston, en parte negra de la ciudad. 
Cuando tenía cuatro años su familia se trasladó a Sunnyside, Houston.
Dejó su casa a los diecisiete años y se trasladó a Los Ángeles, California, licenciándose en la Universidad de la Ciudad de Los Ángeles (1961-1963) realizando un posgrado en la Universidad Estatal de San Francisco. A los 18 años, el 20 de junio de 1962 se casó con el dramaturgo Ed Bullins y se trasladó a San Francisco. Tenían muchos problemas y se intentó separar en varias ocasiones -hasta 8 veces- explica en una entrevista, pero su marido siempre la volvía a localizar. Se separó el 17 de enero de 1966. Explicó que su exmarido era físicamente violento y que le tenía "un miedo mortal" sin embargo no fue capaz de contarlo a su familia.
Lo intentó una segunda vez, y se casó en Berkeley, con el escritor Robert F. Parker de quien se divorció en 1966 ya con consciencia -explica- de que el matrimonio no era para ella. Realizó entonces diversos trabajos para mantener a sus dos hijos, Cassidy Brown y Anastasia Dunham-Parker: correctora de pruebas, camarera, secretaria e instructora de escritura creativa.
Regreso a Huston y decidió escribir una novela. Ya escribía desde niña poesía cuando estaba en la escuela secundaria, explicó y se implicó en el periódico de la escuela apoyada por los profesores. Su madre entendió que quería ser escritora cuando publicó su primer libro.

## Activismo y poesía
Parker empezó a identificarse como lesbiana a finales de los años 1960 y en una entrevista en 1975 con Anita Cornwell, declaró que "después de que mi primera relación con una mujer,  supe dónde iba." Empezó a implicarse en la lucha por los derechos civiles, los derechos de las mujeres y los movimientos gays leyendo su poesía en algunos eventos. 
Parker dio su primer recital de poesía público en 1963 en Oakland y en 1968, empezó a leer su poesía a los grupos de las mujeres en librerías de mujeres, cafés y encuentros feministas. Con la poetisa Judy Grahn y otras desarrolló una comunidad en torno a la poesía lésbica. "Era algo pionero ... Estábamos hablando con mujeres sobre mujeres y, al mismo tiempo, dejando que las mujeres supieran que las experiencias que estaban teniendo eran compartidas por otras personas".
En 1972 publicó su primer volumen de poesía: Child of Myself. 
Estuvo implicada en el Movimiento Pantera Negra, en 1978-79 se involucró con las Voces Diversas de Mujeres Negras, un grupo de poetisas y músicas en el que estaba Linda Tillery, Mary Watkins & Gwen Avery. En 1980 fundó el Consejo Revolucionario de las Mujeres Negras, y apoyó la formación del Colectivo Mujeres de Prensa  además de implicarse en el activismo organizado de gays y lesbianas.
De 1978 a 1987 trabajó como coordinadora médica en el Centro Feminista de Salud de las mujeres de Oakland.
Judy Grahn, compañera poetisa y amiga personal, identifica la poesía de Pat Parker como parte de la "continuación de la tradición Negra de poesía radical".
Cheryl Clarke, otro poetisa y colega, la identifica como la "voz líder" en el mundo de poesía lesbiana. Diseñada para afrontar ambas cuestiones - ser negra y pertenecer a las comunidades de mujeres con, apunta Clarke en sus notas, "la precariedad de ser no-blanco, no-macho, no-heterosexual en una racista, misógina y homófoba cultura imperial." Clarke cree que Parker articula "una perspectiva negra-lesbiana de amor entre mujeres y las circunstancias que impiden nuestra intimidad y liberation."
Pat Parker y Audre Lorde se conocieron en 1969 e intercambiaron cartas y visitas hasta la muerte de Parker en 1989. Su colaboración inspiró entre otros a la cantante lesbiana-feminista Nedra Johnson, cuya canción "Where Will You Be?" se convirtió en un himno feminista en los EE. UU.

## Womanslaughter
La hermana mayor de Parker fue asesinada por su marido y el poema autobiográfico, Womanslaughter (1978) está basado en este acontecimiento.
En el poema, Parker dice:
Her things were his 
including her life.
(Sus cosas eran suyas
incluyendo su vida.)
El perpetrator estuvo condenado por "womanslaughter" (homicidio), no asesinato; porque
Men cannot kill their wives. They passion them to death.
(Los hombres no pueden matar sus mujeres. Les apasionan hasta la muerte)
Fue sentenciano sólo a un año en un programa de libertad condicional. Parker denunció la sentencia ante el Tribunal Internacional de Delitos contra Mujeres celebrado en 1976 en Bruselas, jurando.
I will come to my sisters
not dutiful,
I will come strong.
(Vendré a mis hermanas
No obediente,
Vendré fuerte.)

## Muerte
Parker murió en 1989 de cáncer de mama a la edad de 45 años. Las comunidades de feministas lesbianas estadounidenses lloraron su pérdida. Se creó el Pat Parker Place (centro comunitario) en Chicago. Está animada por su compañera durante largo tiempo y dos hijas junto con seguidoras y admiradoras incontables de su activismo y poesía.

## Tributos
- En 1991 se creó la biblioteca Pat Parker/Vito Russo en Nueva York en su memoria la del escritor y activista LGBT Vito Russo.[11]
- El premio de poesía Pat Parker  otorgado cada año a un verso libre, narrativa poética o monólogo dramático a un poeta/poetisa lesbiano negro exponsorizado por la Asociaición Nacional de Estudios de Mujeres.[12]

## Trabajos
- Where Will You Be? (lectura del texto por la propia Pat Parker, grabado el 14 de octubre de 1979)

### Libros
- Child of Myself (1972) The Women's Press Collective
- Pit Stop (1973) The Women's Press Collective
- Womanslaughter (1978) Diana Press
- Movement in Black (1978) Crossing Press
- Jonestown & Other Madness (1989) Firebrand Books
- Movement in Black: The Collected Poetry of Pat Parker, 1961–1978 (includes work from Child of Myself and Pit Stop), foreword by Audre Lorde, introduction by Judy Grahn, Diana Press (Oakland, California), 1978, expanded edition, introduction by Cheryl Clarke, Firebrand Books (Ithaca, New York), 1999.
- Also contributor to
- Plexus
- Amazon Poetry
- I Never Told Anyone
- Home Girls
- This Bridge Called My Back: Writings by Radical Women of Color, edited by Cherríe Moraga and Gloria Anzaldúa, Women of Color Press, 1981
- otras antologías, revistas y periódicos

### No-ficción
- Unleashing Feminism: Critiquing Lesbian Sadomasochism in the Gay Nineties (1993) (con Anna Livia Julian Brawn y Kathy Miriam)

### Selección de antologías
- Where Would I Be Without You? The Poetry of Pat Parker and Judy Grahn 1976 Sound Recording Olivia Records
- Lesbian Concentrate Sound Recording 1977 Olivia Records
- Revolution: It's Not Neat or Pretty or Quick This Bridge Called My Back Cherríe Moraga and Gloria Anzaldúa, eds. Watertown, Massachusetts: Persephone Press, 1981.